# Pahiño
Manuel Fernández Fernández, znany pod pseudonimem Pahiño (ur. 21 stycznia 1923 w Vigo, zm. 12 czerwca 2012 w Madrycie) – hiszpański piłkarz, dwukrotny król strzelców Primera División (1948 i 1952), trzykrotny reprezentant Hiszpanii. Jest czternasty najskuteczniejszy graczem w historii Realu Madryt. Dla tego klubu strzelił 125 bramek.